# Зекцер Давид Маркович

Давид Зекцер (2012, фото Г.Ганзбурга)

Давид Маркович Зекцер (5 травня 1923, Аккерман, Румунія, нині Білгород-Дністровський Одеської обл. — 2017, Харків) — радянський і український учений-електротехнік, громадський діяч. Академік Інженерної академії України.

## Біографічні відомості
Навчався в єврейській школі Тарбут, після неї з відзнакою закінчив румунський ліцей (з медаллю Франца Фердинанда). У 1941 закінчив радянську середню школу, на початку ВВВ перебував в евакуації.
У 1942 мобілізований до Червоної армії, воював у піхоті, був нагороджений медаллю «За відвагу».
У 1943 р. після важкого поранення був демобілізований за інвалідністю, після чого вступив до Ленінградського електротехнічного інституту (факультет автоматики, телемеханіки та зв'язку на залізничному транспорті), який закінчив із червоним дипломом.
У 1948-1976 працював на Харківському електромеханічному заводі «Трансзв'язок» (інженер, начальник виробництва, заступник головного інженера з нової техніки). Паралельно закінчив Вищі економічні курси при Харківському інституті радіоелектроніки та курси керівних працівників при Московському інженерно-економічному інституті ім. С. Орджонікідзе.
Захистив кандидатську дисертацію в Центральному науково-дослідному інституті при Міністерстві шляхів сполучення.
У 1976-1992 завідував сектором прогнозування та оцінки технічного рівня низьковольтних апаратів у Всесоюзному науково-дослідному інституті електроапаратобудування.
З 1992 — завідувач Лабораторії проблем електроапаратобудування Комлексного інноваційного центру Інституту проблем машинобудування Академії наук України.

## Публикації Д. Зекцера

### Книги
- Алехин К. А., Зекцер Д. М. Кодовые диспетчерские реле. — М.: Госэнергоиздат, 1961.
- Зекцер Д. М., Чернявская Э. З. Кодовые электромагнитные реле: научное издание. — 2-е изд., перераб. — М.: Энергия, 1978. — 104 с.
- Зекцер Д. М. За честь, достоинство и гордость еврейского народа. — Харьков: Каравелла, 2003. —— 291 с. ISBN	9665861034, 9789665861034
- Зекцер Д. М. Особенности маркетинга низковольтных электрических аппаратов. — Харьков: РЦНИТ, 2008.
- Зекцер Д. М. Евреи — лауреаты Нобелевской премии 1900-2013. — Харьков: "Типография Мадрид", 2014. ISBN 9786177050932, 617705093X
- Зекцер Д. М. Участь євреїв в боях на всіх фронтах Другої світової війни. – Харьков : Точка, 2018. – 325 с.

## Нагороди та звання
- Як учасник бойових дій нагороджений 22 орденами та медалями.
- Кандидат технічних наук.
- Медаль «Винахідник СРСР».
- Звання «Почесний залізничник».
- Дійсний член Інженерної академії України (2000 р.)